# Баилов (мыс)
Мыс Балиов (азерб. Bayıl burnu), мыс Сабаил (азерб. Səbail burnu), или Баилов-рынок — мыс на востоке Азербайджана, в юго-восточной части Апшеронского полуострова. Расположен в Бакинской бухте (Каспийское море). Здесь имеется маяк.
На восток от мыса отходит одноимённая коса.

## История

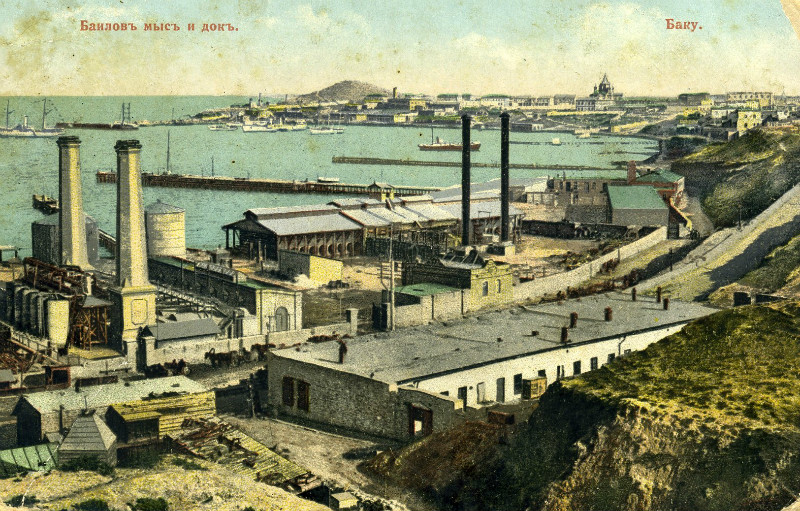
Баилов мыс и док на открытке (начало XX в)

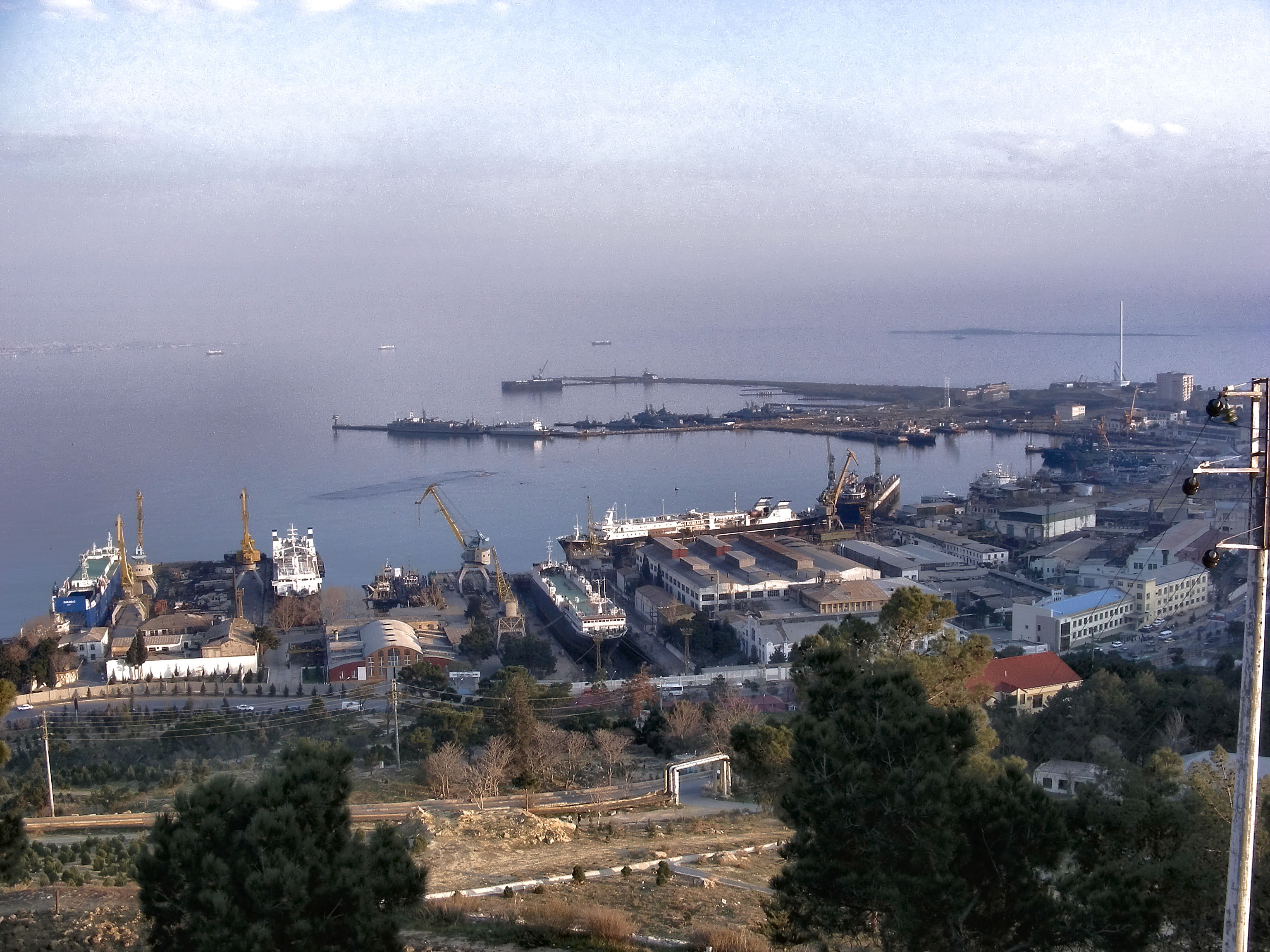
Порт и судоремонтные заводы на мысе Баилов (2010 г.)

При Российской империи, на мысе Баилов находилось управление Каспийской флотилии, были построены дома для чиновников морского ведомства, церковь, тюрьма.
В советские годы на мысе располался военный порт, судороментные заводы и мастерские.